# ゲームミュージックフェスティバル
ゲームミュージックフェスティバルとは、ゲームソフトのゲームミュージックを中心に行なっていたライブイベントである。1990年から1995年の夏に開催されていた。
当初は角川書店（コンプティーク）の主催によって行われてきたが、角川書店のお家騒動により1993年は名前を変えて分裂開催。翌年は事態の収束により、再び「ゲームミュージックフェスティバル」の名前が復活している。

## 歴史

### ゲームミュージック フェスティバル'90
会場 - 日本青年館
1990年8月25日
- ZUNTATA（タイトー）
- S.S.T.BAND（セガ）

### ゲームミュージック フェスティバル'91
会場 - 中野サンプラザ
初の2days。最後に出演メンバーによるセッションが始まったのもこの年から。
1991年7月30日
- ゲーマデリック（データイースト）
- S.S.T.BAND（セガ）
- J.D.K.BAND（日本ファルコム）

1991年7月31日
- 矩形波倶楽部（コナミ）
- アルフライラ（カプコン）
- S.S.T.BAND（セガ）

### ゲームミュージックフェスティバル'92
会場 - 日本青年館
1992年8月22日
- J.D.K.BAND（日本ファルコム）
- ゲーマデリック（データイースト）
- ZUNTATA（タイトー）

1992年8月23日
- アルフライラ（カプコン）
- 矩形波倶楽部（コナミ）
- S.S.T.BAND（セガ）

### ジャパンゲームミュージックライブ1993
会場 - クラブチッタ川崎
角川書店主催のイベント。3days開催、一般ミュージシャンとのジョイントなどが話題となる。
1993年7月30日
- ゲーマデリック（データイースト）
- スチャダラパー

1993年7月31日
- ZUNTATA（タイトー）
- たま

1993年8月1日
- J.D.K.BAND（日本ファルコム）
- PINK SAPPHIRE

### ゲームミュージックライブ 電撃 '93
会場 - 日本青年館
メディアワークス主催のイベント。
1993年8月19日
- 葉山宏治＆ブラザーズ
- ゲーマデリック（データイースト）
- 矩形波倶楽部（コナミ）

1993年8月20日
- J.D.K.BAND（日本ファルコム）
- アルフライラ（カプコン）
- S.S.T.BAND（セガ）
S.S.T.BAND最後のライブとなる。

### ゲームミュージックフェスティバル'94
会場 - 日本青年館
角川書店とメディアワークスの共催となる。
1994年7月30日
- コナミ矩形波倶楽部 featuring 國府田マリ子（コナミ）
- アルフライラ（カプコン）
- 葉山宏治＆ブラザーズ

1994年7月31日
- ZUNTATA（タイトー）
- ゲーマデリック（データイースト）
- 新世界楽曲雑技団スペシャルバンド（SNK）

### ゲームミュージック フェスティバル'95
会場 - 芝・メルパルクホール
ゲームとアニメのメディアミックスを意識した内容となる。
1995年9月15日
- 矩形波倶楽部（コナミ）
- 卒業Mバンド＋卒業
- 國府田マリ子
- 葉山宏治

## CD・ビデオ

### CD
- ZUNTATA LIVE
90年のライブの模様を収録。ライブパートと演劇パートを分割して収録している。
- S.S.T.BAND LIVE!
90年のライブの模様を収録。
- GAME MUSIC FESTIVAL'92
J.D.K.BAND、矩形波倶楽部を除く4バンドのオムニバス。
- NEO・GEO SUPER LIVE! 1994
1994年の新世界楽曲雑技団スペシャルバンドのステージを収録。

### ビデオ・DVD
- GAME MUSIC FESTIVAL'90
- S.S.T.BAND LIVE
1990年のライブの模様を収録したビデオ。
- S.S.T.BAND LIVE HISTORY
1990 - 92年のライブ映像を集めたDVD。
- 葉山宏治＆ブラザーズ LIVE6連発スペシャル
1993、94年のイベント出演時のライブ映像を1曲ずつ収録したビデオ。

### その他
- ゲームミュージックライブ夏'93 〜公認海賊版カセット〜
サイトロンのノベルティで作られたカセットテープ（非売品）。「ゲームミュージックライブ 電撃 '93」よりゲーマデリック、アルフライラ、S.S.T.BAND、「ジャパンゲームミュージックライブ1993」よりZUNTATAの演奏の一部を収録。
- ZUNTATA 1993 LIVE 「再生の記憶に関するレポート」
「ジャパンゲームミュージックライブ1993」の演奏を、iTunes Store限定ダウンロード販売。
- ZUNTATA 1994 LIVE
「ゲームミュージックフェスティバル'94」の演奏を、iTunes Storeおよびmora限定ダウンロード販売。
- S.S.T.BAND -30th Anniversary Box-
CD&DVD-BOX。S.S.T.BANDにおける、前述のCD『S.S.T.BAND LIVE!』『GAME MUSIC FESTIVAL'92』、ビデオ・DVD『GAME MUSIC FESTIVAL'90』『S.S.T.BAND LIVE』『S.S.T.BAND LIVE HISTORY』、カセットテープ『ゲームミュージックライブ夏'93 〜公認海賊版カセット〜』の内容を収録。